# Przyczółek baranowsko-sandomierski
Przyczółek baranowsko-sandomierski (zwany też przyczółkiem sandomierskim) został utworzony z końcem lipca 1944 roku przez jednostki 1 Frontu Ukraińskiego Armii Czerwonej. Został zamknięty w połowie stycznia 1945 roku, obejmował teren długości 70 km i szerokości 40 km między Baranowem Sandomierskim a Sandomierzem. Największy z przyczółków uchwyconych przez armię radziecką na zachodnim brzegu Wisły o powierzchni około 2200 km² i długości wzdłuż frontu 120 km.

## Walki o uchwycenie przyczółka

### Pierwsze walki
W końcu lipca 1944 roku w ramach operacji lwowsko-sandomierskiej oddziały armii radzieckiej dotarły do Wisły. Jako pierwsze 29 lipca wieczorem czołowe pułki 350 Dywizji Strzeleckiej gen. mjra Grigorija Wiechina wyszły nad Wisłę w rejonie Baranowa Sandomierskiego i rozpoczęły forsowanie rzeki, a następnie cała 13 Armia. Pierwszy sforsował Wisłę 2 batalion z 1178 Pułku Strzeleckiego dowodzonego przez ppłk Teoktysta Barbasowa. Następnie 31 lipca sforsowały Wisłę oddziały 1 Gwardyjskiej Armii Pancernej, które w walkach powiększyły przyczółek do 12 km szerokości i 8 km głębokości. Równocześnie 30 lipca w rejonie Annopola nad Wisłę wyszły oddziały 3 Gwardyjskiej Armii. Uchwyciły one niewielkie przyczółki na zachodnim brzegu Wisły.
Pierwsze próby likwidacji przyczółka Niemcy podjęli 1 sierpnia, wykonując koncentryczne przeciwuderzenie spod Mielca i Tarnobrzega. W kierunku Mielca 4 sierpnia uderzyły związki 33 korpusu piechoty i oddziały 9 korpusu zmechanizowanego. Atak został zatrzymany, a Niemcy zmuszeni do odwrotu. 6 sierpnia oddziały radzieckie zdobyły miasto.
Do walk w okolicach Baćkowic doszło w pierwszych dniach sierpnia 1944. Linia frontu przebiegała przez teren gminy a walki toczyły się w Piórkowie, Gołoszycach, Oziębłowie i Modliborzycach. W wyniku działań wojennych spłonęły Modliborzyce, Piórków, Nieskurzów, Baćkowice, Olszownica, Oziębłów i Stanisławów. Ludność z terenów przyfrontowych została wysiedlona. Ostatecznie linia frontu na tym terenie ustabilizowała się na paśmie wzgórz jeleniowskich.
W sierpniu miały miejsce walki w okolicach Pacanowa. Po niemieckim ostrzale artyleryjskim, 17 sierpnia spalił się kościół w Pacanowie. Decyzją radzieckich władz wojskowych 10 września mieszkańcy zostali ewakuowani, ponieważ rejon Pacanowa stał się terenem przyfrontowym. Ludność wróciła do miasteczka po 12 stycznia 1945.
Najdalszy zasięg ofensywy wojsk radzieckich w ramach operacji lwowsko-sandomierskiej na przyczółku baranowsko-sandomierskim osiągnął miejscowości: Koszyce, Kazimierza Wielka, Skalbmierz i Busko-Zdrój, wcześniej docierając do miejscowości: Stopnica, Nowy Korczyn, Wiślica. Skalbmierz został zajęty we wspólnej akcji partyzantów z oddziałów Batalionów Chłopskich, Armii Krajowej i Armii Ludowej oraz czołówki wojsk radzieckich w postaci kilku czołgów sprowadzonych do boju o miasto przez Jana Pszczołę.
Do wspólnej akcji wyzwolenia Buska-Zdroju, planowanej przez partyzantów z oddziałów Armii Krajowej i Batalionów Chłopskich nie doszło, ponieważ tuż przed planowaną akcją Niemcy wycofali się z miasta w stronę Pińczowa. Koncentracja oddziałów partyzanckich szykujących się do ataku na miasto nastąpiła w okolicach Janiny, a rozmowy dowódców oddziałów partyzanckich z oficerami radzieckimi toczyły się 5 sierpnia 1944 roku w tej samej wsi.
Udający się 9 sierpnia 1944 roku do zdobytego już Buska-Zdroju partyzant Szczepan Koruba, jako jeden z organizatorów polskiej administracji w mieście, w okolicy Mikułowic natknął się na patrol niemiecki złożony z dwóch pojazdów pancernych i został zabity w nierównej walce pod wsią Elżbiecin.
W walkach o utworzenie przyczółka poległ też Józef Dybus, zastępca dowódcy oddziału partyzanckiego BCh Czernika.
Wszystkie zdobyte miejscowości, a więc: Koszyce, Kazimierza Wielka, Skalbmierz, Wiślica i Busko-Zdrój zostały jednak utracone, podobnie jak Stopnica, w wyniku niemieckich przeciwuderzeń i znalazły się poza terenem przyczółka po stabilizacji linii frontu. Kolejną serię silnych przeciwuderzeń na przyczółek Niemcy rozpoczęli 11 sierpnia, przechodząc do natarcia wzdłuż obydwóch brzegów Wisły, zarówno z kierunku zachodniego, jak i północnego. Natarcie, w czasie którego Wehrmachtowi udało się między innymi odzyskać zdobytą 4 sierpnia Stopnicę, po sześciodniowych walkach zostało zatrzymane. 14 sierpnia jednostki Armii Czerwonej uderzyły z rejonu Klimontowa na północ i z niewielkiego przyczółka w rejonie Zawichostu na zachód, doprowadzając do zajęcia Sandomierza i znacznego rozszerzenia podstawy przyczółka do około 75 km. Walki na przyczółku trwały do ostatnich dni sierpnia.

### Ostatni kontratak
Ostatnie przeciwuderzenie niemieckie miało miejsce 30 sierpnia w rejonie Opatowa. Uderzenie na pozycję 13 armii dowodzonej przez gen. płk. Nikołaja Puchowa wykonane zostało siłami czterech dywizji, to jest: trzech dywizji pancernych i jednej dywizji zmotoryzowanej. W walkach pod Opatowem poległ mjr Stiepan Posziwalnikow, dowódca eskadry z 2 Armii Lotniczej.
Pod koniec miesiąca obie strony, poważnie wyczerpane, zaniechały aktywnych działań i przeszły do obrony.

## Stabilizacja linii frontu radziecko-niemieckiego na przyczółku
Po ustabilizowaniu linia frontu niemiecko-radzieckiego na przyczółku 14 grudnia 1944 roku przebiegała w sposób następujący: od rzeki Wisły w rejonie Solca-Zdroju do miejscowości: Stopnica – Kurozwęki – Łagów – Opatów – Włostów do Wisły w rejonie Sandomierza.
Przyczółek obejmował prawie cały powiat sandomierski, oprócz niewielkiej jego części w rejonie Zawichostu. Osiem wschodnich gmin powiatu stopnickiego, z których dwie: Łubnice i Oględów zostały zdobyte całkowicie, zaś sześć: Kurozwęki, Oleśnica, Pacanów, Szydłów, Tuczępy i Wolica częściowo. Osiem gmin powiatu opatowskiego – Baćkowice, Gęsice, Iwaniska, Łagów, Malkowice, Modliborzyce, Piórków i Rembów – również zostały zdobyte tylko częściowo. Na skutek działań wojennych niemal cała ludność z pasa przyfrontowego o szerokości od 15 do 20 km ze względu na bezpieczeństwo została ewakuowana na teren powiatu sandomierskiego, a część nawet na teren Lubelszczyzny.
Przeciw wojskom 1 Frontu Ukraińskiego Niemcy na przyczółku baranowsko-sandomierskim przeciwstawili kilkanaście dywizji:
- 304 Dywizja Piechoty broniła odcinka frontu między Wisłą a Stopnicą,
- 17 Dywizja Pancerna broniła odcinka frontu między Stopnicą a Kurozwękami,
- 16 Dywizja Pancerna broniła odcinka frontu między Kurozwękami a Łagowem,
- 88 Dywizja Piechoty i 291. Dywizja Piechoty broniły odcinka frontu między Łagowem a Włostowem
- 342 Dywizja Piechoty broniła odcinka frontu między Włostowem a Wisłą[13].

Na przyczółku z końcem 1944 roku, podobnie jak na całym froncie wzdłuż Wisły, Armia Czerwona szykując się do planowanej ofensywy uzyskała przewagę militarną, dysponując średnio na 1 km frontu około 1500 żołnierzami piechoty, natomiast Wehrmacht dysponował tylko 137 żołnierzami.
W bitwie o przyczółek baranowsko-sandomierski Niemcy stracili około 20 000 żołnierzy, 230 czołgów i dział pancernych, 78 transporterów opancerzonych i duże ilości innego sprzętu wojskowego.

## Zaminowanie
W działaniach bojowych prowadzonych na obszarze Polski w drugiej połowie 1944 roku i później, obie walczące strony, zarówno Wehrmacht, jak i Armia Czerwona, stosowały na szeroką skalę różnego rodzaju zapory minowe. Zakładały je zawczasu i w toku walki, w lecie i zimą, w różnych warunkach terenowych i klimatycznych, z zastosowaniem wielu systemów minowania oraz prawie wszystkich posiadanych rodzajów i typów min. Najsilniej minowany był zawsze przedni skraj obrony i pierwsza jego pozycja przez wojska obu armii wówczas, gdy znajdowały się w obronie przez dłuższy czas. Występowały tam przeważnie ciągłe pasy pól minowych lub ich odcinki. W głębi obrony, minowano przede wszystkim punkty oporu na przewidywanych kierunkach natarcia oraz drogi.
Przedni skraj obrony na przyczółku baranowsko-sandomierskim, po obu stronach którego założono pola minowe o dużym nasyceniu i gęstości, przebiegał od Zawichostu przez tereny na południe od Opatowa, dalej przez Baćkowice, Łagów, Raków, Szydłów, Stopnicę, do wsi Rataje nad Wisłą. Niemcy, spodziewając się wyjścia głównego uderzenia wojsk radzieckich z przyczółka, założyli w jego rejonie zapory minowe na dogodnych do prowadzenia natarcia kierunkach, do 6000 min na kilometr frontu. Ze względu na to, że na przyczółku latem i jesienią 1944 roku oddziały radzieckie toczyły ciężkie boje o jego utrzymanie i poszerzenie, który Niemcy za wszelką cenę chcieli zepchnąć za Wisłę, nowo zdobyty teren był każdorazowo umacniany zaporami minowymi przez obie walczące armie. W tych rejonach pola minowe jednych zakładane były często na wcześniej ustawionych przez drugą stronę – w nakładkę.

## Operacja wiślańsko-odrzańska

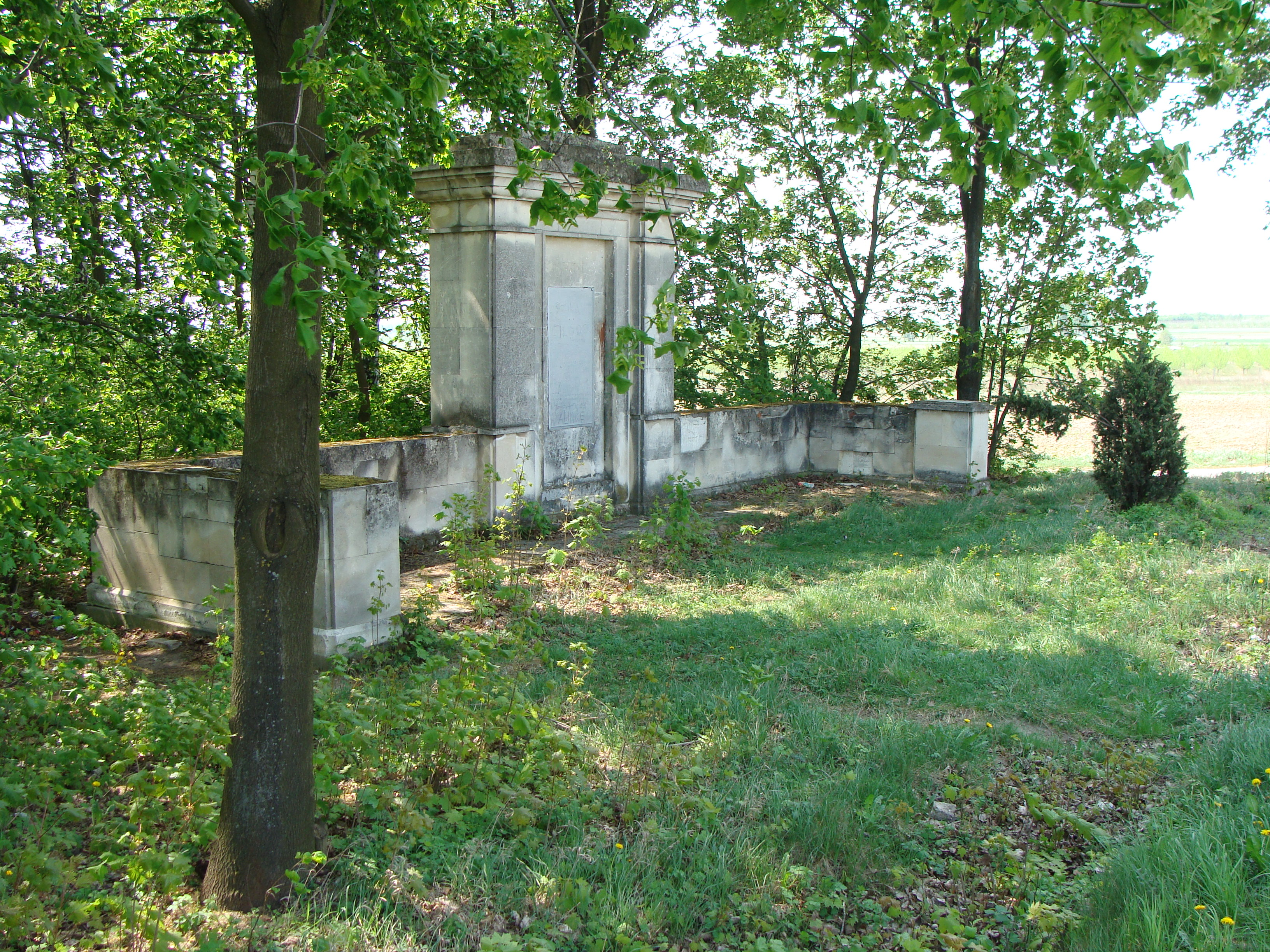
Pomnik w Mokrem upamiętniający ofensywę Armii Czerwonej.

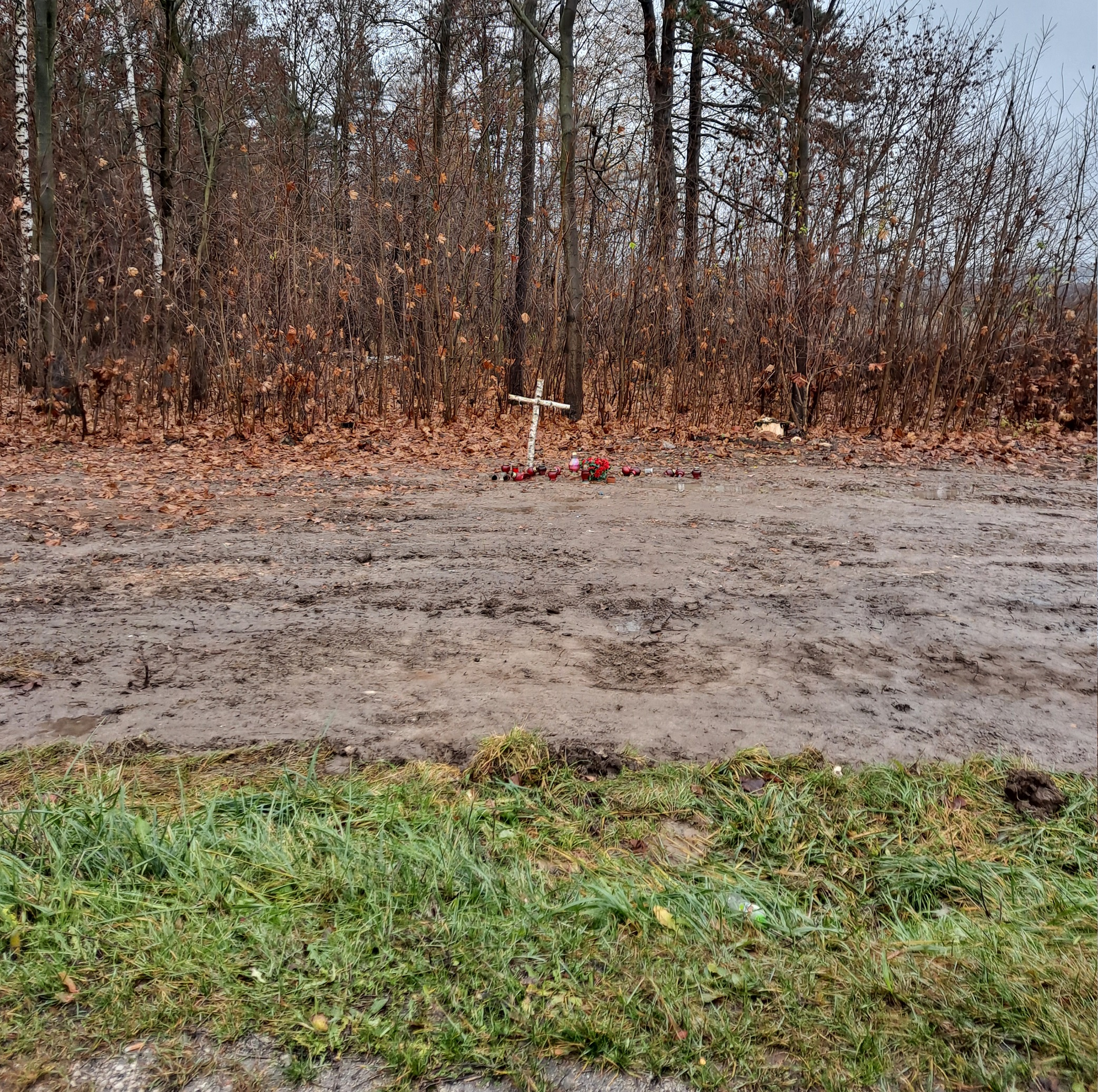
Miejsce po usunięciu pomnika w Mokrem w 2022 roku.

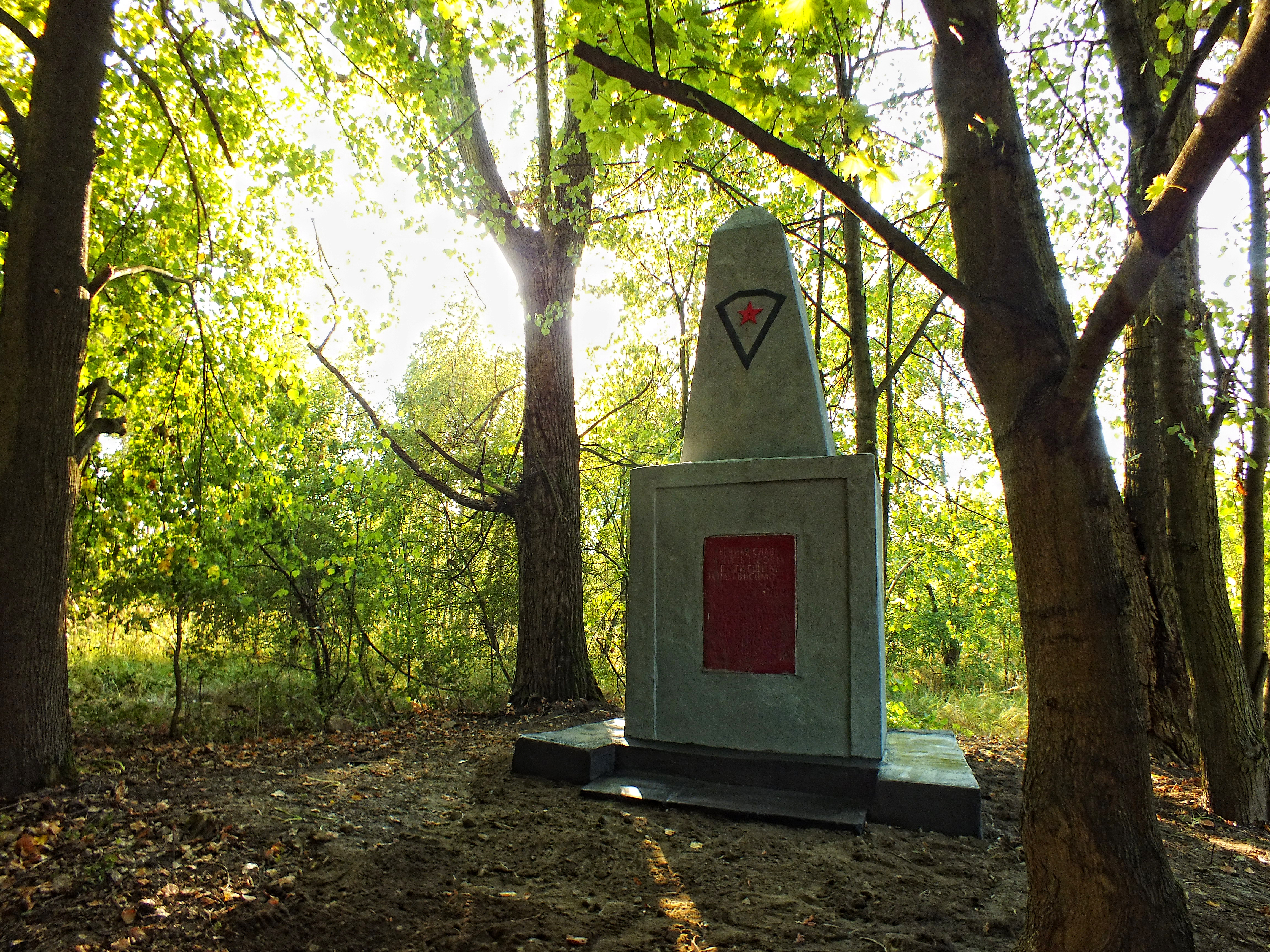
Pomnik w Dobrowie upamiętniający poległych żołnierzy Armii Czerwonej, przed zasypaniem.

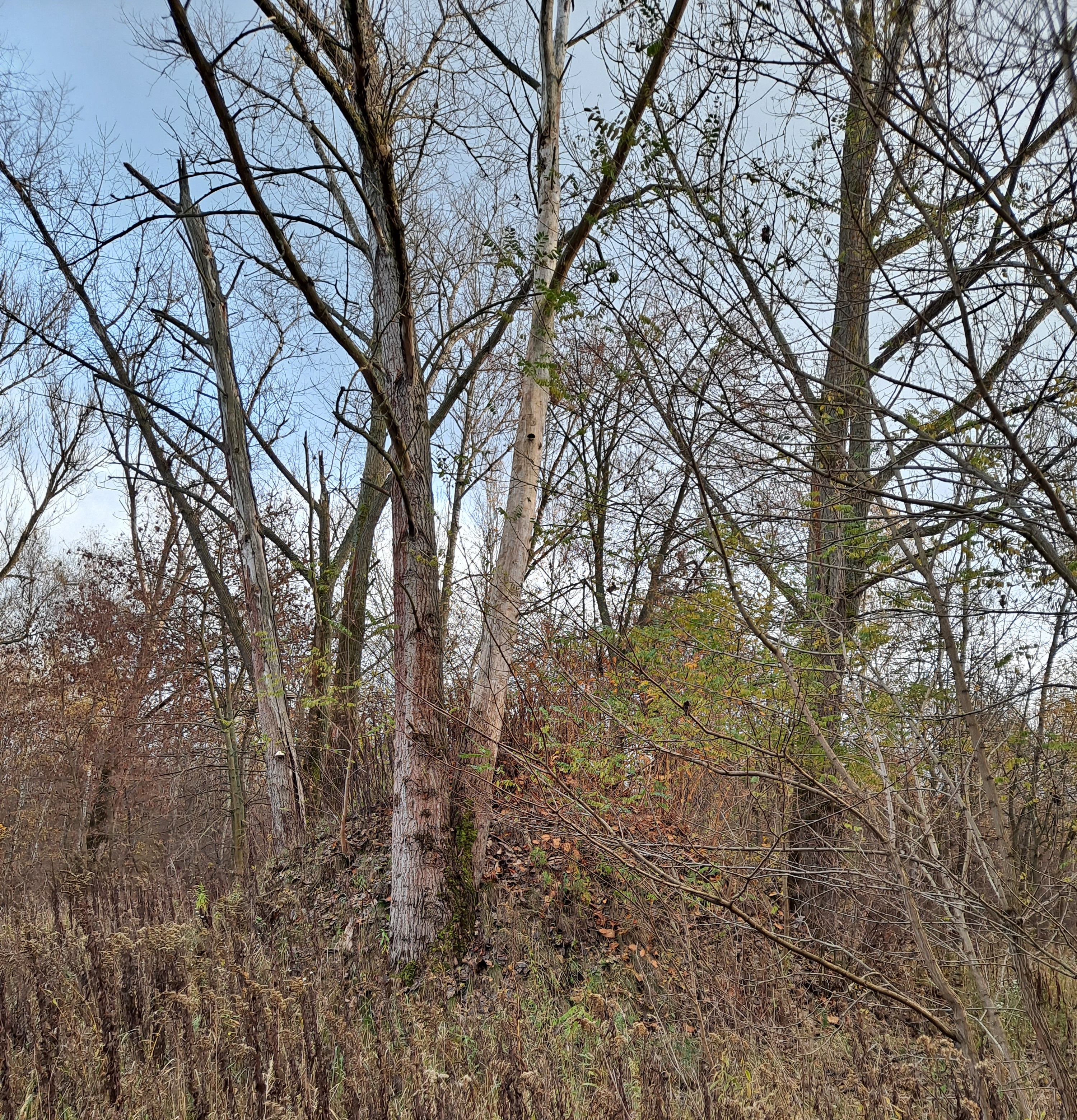
Miejsce po zasypaniu, w którym stał pomnik w Dobrowie.

W niedzielę 7 stycznia 1945 roku wojska radzieckie przeprowadziły w rejonie przyczółka baranowskiego symulowane przegrupowanie swej artylerii na całej długości frontu na nowe stanowiska ogniowe, a 12 stycznia rozpoczęły z przyczółka szturm oddziały 1. Frontu Ukraińskiego dowodzonego przez marszałka Iwana Koniewa.
Główne uderzenie wojsk 1 Frontu Ukraińskiego Armii Czerwonej przełamujące pozycje niemieckie nastąpiło z okolic wsi Mokre.
W ramach operacji wiślańsko-odrzańskiej do walki z przyczółka baranowsko-sandomierskiego wyruszyły:
- 3 Gwardyjska Armia Pancerna gen. płk. Pawła Rybałko,
- 4 Armia Pancerna gen. płk. Dmitrija Leluszenko,
- 3 Gwardyjska Armia gen. płk. Wasilija Gordowa,
- 5 Gwardyjska Armia gen. płk. Aleksieja Żadowa,
- 13 Armia gen. płk. Nikołaja Puchowa,
- 52 Armia gen. płk. Konstantina Korotiejewa i
- 60 Armia gen. płk. Pawła Kuroczkina[18].

Po zakończeniu wojny ofensywę upamiętniono na wschód od wsi Mokre pomnikiem z napisem:

Z tego miejsca dnia 12.I.1945 roku o godzinie 4-tej wojska 1-go Frontu Ukraińskiego Armii Radzieckiej pod dowództwem marszałka Koniewa huraganowym ogniem rozpoczęły ofensywę zimową, w wyniku której wyzwolona została Polska. Rozgromiony hitleryzm. Chwała niezwyciężonej Armii Radzieckiej.

## Udział w walkach na przyczółku oddziałów Batalionów Chłopskich, Armii Krajowej i Armii Ludowej
W walkach o uchwycenie przyczółka w okolicach Tarnobrzega i zdobycie miasta walczył oddział Batalionów Chłopskich dowodzony przez Stanisława Ordyka.
Przy współudziale partyzantów z oddziału Batalionów Chłopskich dowodzonym przez Władysława Szklarza armia radziecka zdobyła przyczółki na Wisłoce.
Pomocy przy tworzeniu przyczółka baranowsko-sandomierskiego Armii Czerwonej udzieliła również Armia Krajowa. Oddziały 2 Pułku Piechoty Legionów AK przez kilkanaście godzin osłaniały żołnierzy radzieckich forsujących Wisłę, umożliwiając w ten sposób poszerzenie przyczółka i przerzucenie radzieckiej brygady na zachodni brzeg rzeki. Jeden z batalionów wspomnianego pułku AK współdziałając z Armią Czerwoną wyzwolił Staszów. Wspólne działania bojowe Armii Krajowej z Armią Czerwoną zakończyły się po rosyjskiej propozycji wcielenia partyzantów do armii gen. Zygmunta Berlinga. W związku z tym oddziały AK opuściły 9 sierpnia 1944 roku przyczółek sandomierski kierując się w stronę Gór Świętokrzyskich. Kilka dni wcześniej stoczyły jeszcze zwycięską potyczkę z Niemcami pod Cebrem.
Do wspólnej walki oddziału Batalionów Chłopskich i oddziału Armii Czerwonej przeciw Niemcom doszło 2 sierpnia pod Słupią. Oddział Partyzancki BCh „Piotra” dowodzony przez Piotra Pawlinę wsparty 3 czołgami radzieckimi stoczył zwycięska bitwę z oddziałami 17 Dywizji Pancernej armii niemieckiej.
Wycofując się z likwidowanej przez Niemców Republiki Pińczowskiej 1. Brygada AL Ziemi Krakowskiej im. Bartosza Głowackiego pod dowództwem Józefa Saturna ps. „Bartek” stoczyła 14 sierpnia 1944 roku potyczkę z Niemcami we wsi Baranów. W czasie walki zniszczono 2 czołgi i samochód pancerny. Po odparciu pierwszego ataku partyzanci wycofali się na opuszczone przez Rosjan pozycje na wzniesieniu za wsią. Po wprowadzeniu przez nieprzyjaciela do walki lotnictwa i artylerii, oddział Armii Ludowej nawiązał łączność ze sztabem radzieckiej 113 Dywizji Strzeleckiej i 15 sierpnia 1944 roku przebił się przez front niemiecki w rejonie Stopnicy, dostając się w okolicy wiosek Kików i Szklanów w krzyżowy ogień niemieckiej obrony.

## Potyczka pancerna pod Oględowem

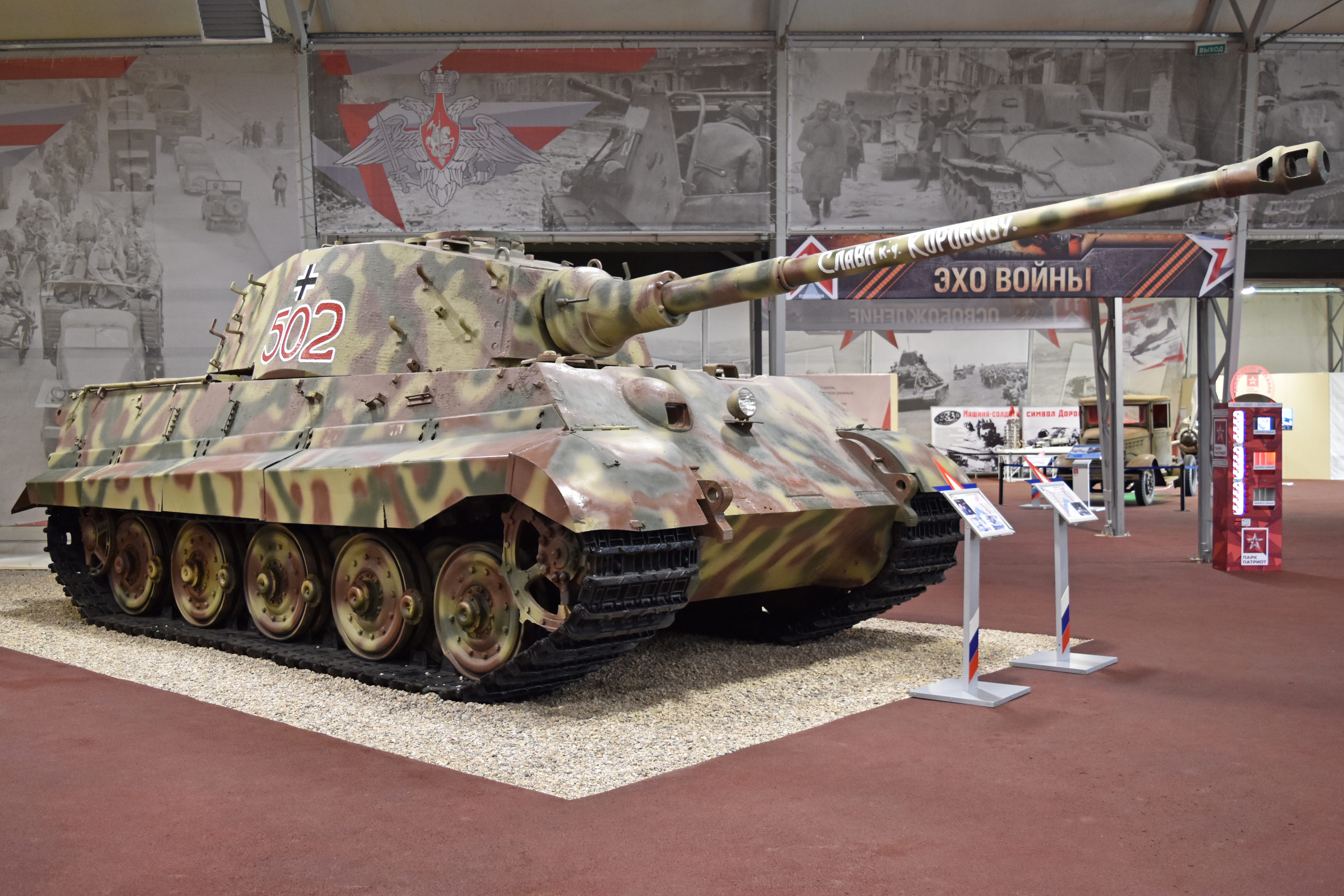
Tygrys Królewski o numerze 502 zdobyty przez Rosjan w bitwie pod Oględowem jako eksponat muzeum w Kubince

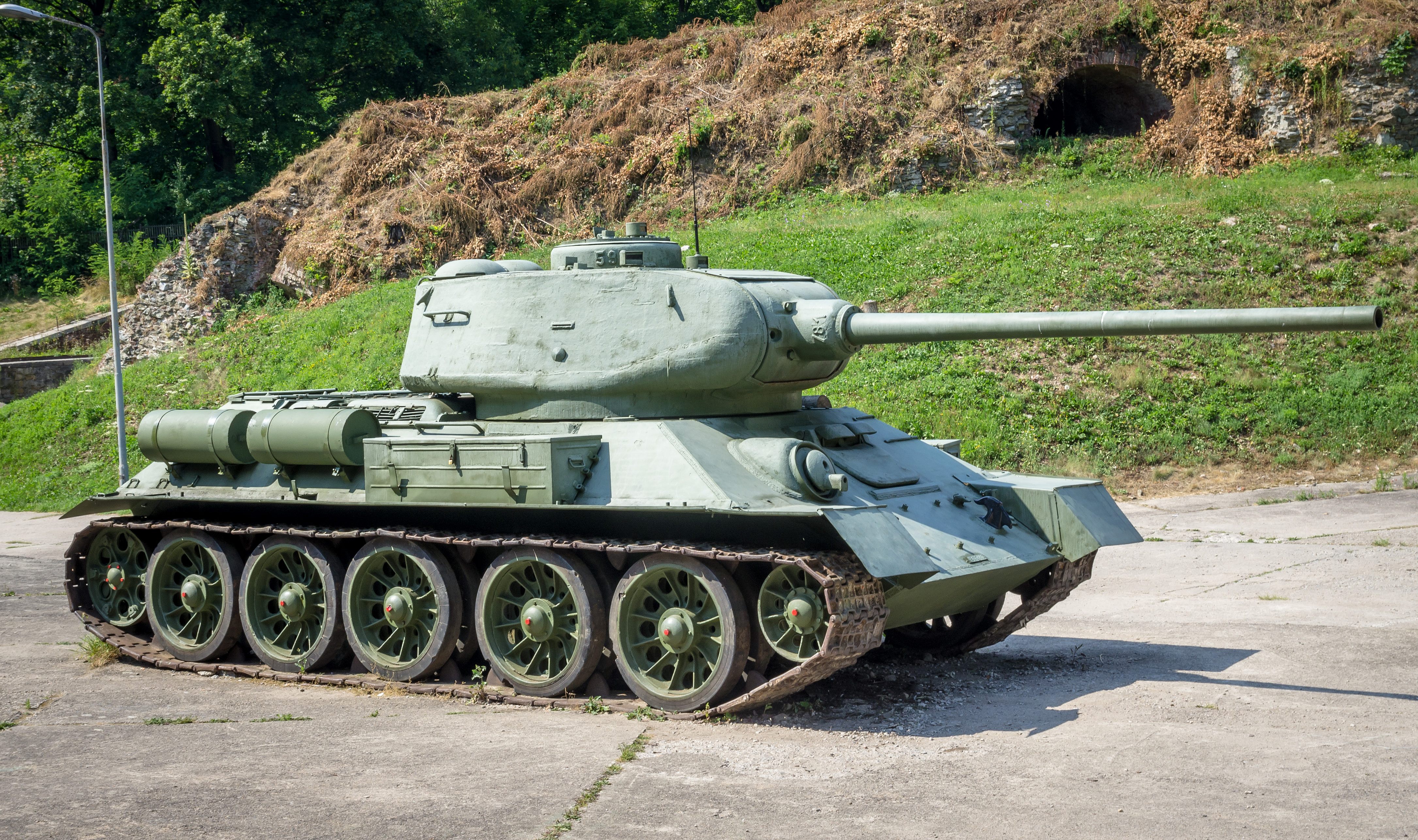
Czołg T-34/85 – tego typu czołgiem dowodził Aleksandr Ośkin niszcząc pod Oględowem niemieckie czołgi – Tygrysy II

W walkach na przyczółku baranowsko-sandomierskim Niemcy użyli po raz pierwszy na froncie wschodnim, wchodzącego w skład 501 Batalionu Czołgów Ciężkich, czołgu ciężkiego Tygrys Królewski.
Pierwszy atak z użyciem 11 czołgów tego typu nastąpił 13 sierpnia 1944 roku. Na samym początku walk, w okolicy wsi Oględów, zamaskowany czołg T-34/85 z 53 Gwardyjskiej Brygady Pancernej dowodzony przez podporucznika Aleksandra Ośkina i wspierany przez pluton piechoty, zniszczył z ukrycia według różnych źródeł od jednego do trzech Tygrysów Królewskich stanowiących szpic kolumny, a kolejny uszkodził. Za ten czyn Aleksandr Ośkin otrzymał Złotą Gwiazdę Bohatera Związku Radzieckiego.
W trakcie walk w ręce Rosjan wpadły trzy sprawne czołgi Tygrysy Królewskie o numerach „234”, „102” i „502”. Czołg w wersji dowódczej o numerze „502” został porzucony przez załogę na podwórzu jednego z zabudowań w Oględowie, w pełni sprawny, z zapasem amunicji i paliwa. Według znalezionej dokumentacji Tygrys Królewski miał przebieg 444 kilometrów. Czołg ten znajduje się w Muzeum Czołgów w Kubince pod Moskwą.

## Upamiętnienie

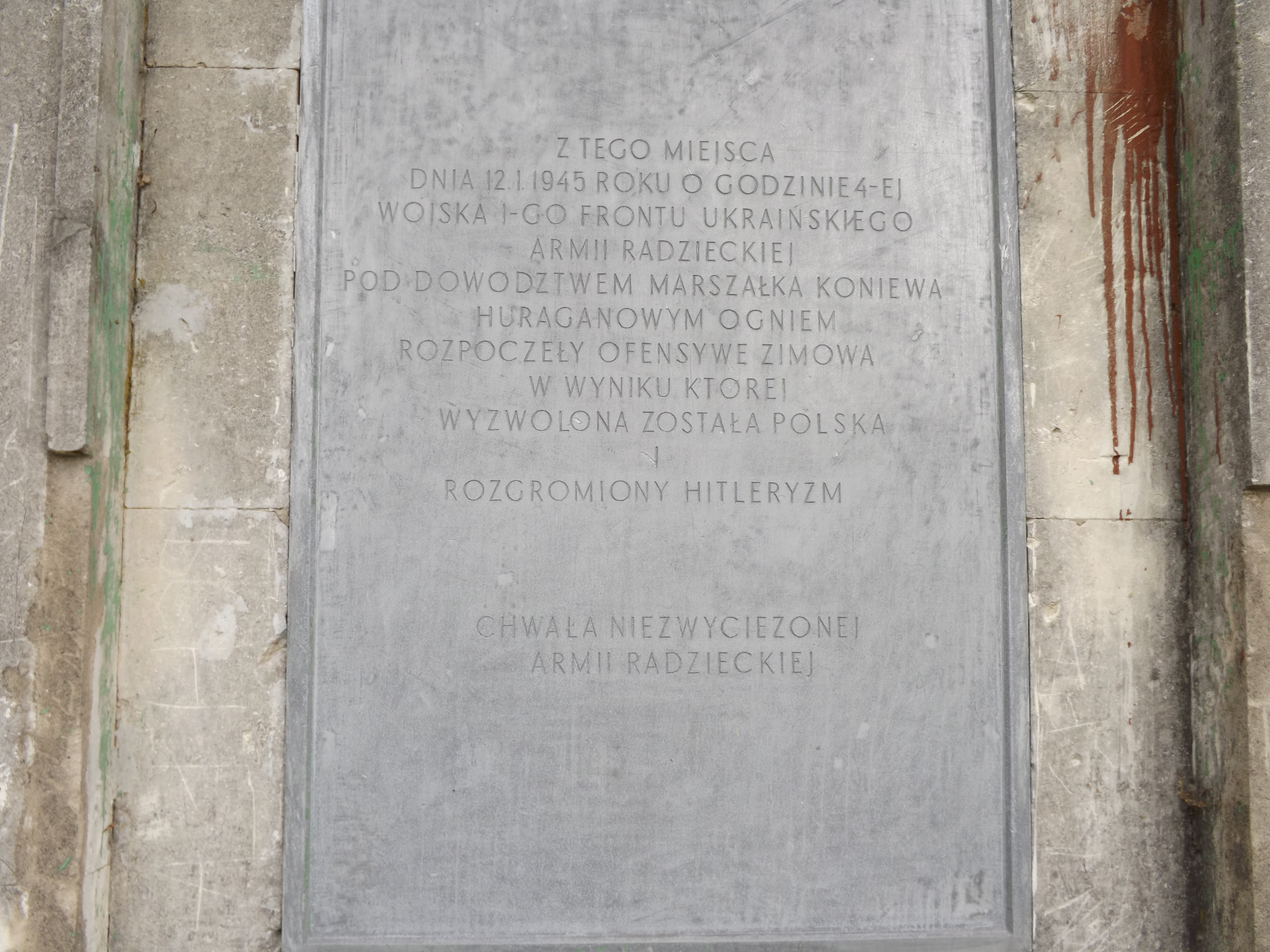
Tablica upamiętniająca ofensywę zimową Armii Czerwonej.
27 października 2022 roku została usunięta z pomnika w czasie jego demontażu. Demontaż odbył się w związku z ustawą dekomunizacyjną. IPN uznał jej treść za propagandową

Walki na przyczółku zostały upamiętnione między innymi nieistniejącymi już pomnikami znajdującymi się w miejscowościach Dobrów i Mokre (upamiętnienia zostały usunięte m.in. przez IPN w latach 2015–2022, jako propagujące komunizm).

Żołnierze armii radzieckiej polegli w walkach o zdobycie i utrzymanie przyczółka sandomierskiego oraz w ofensywie zimowej rozpoczętej 12 stycznia 1945 pochowani zostali na cmentarzach w Iwaniskach, Gościeradowie, Klimontowie, Koniemłotach, Łubnicach, Opatowie, Sandomierzu, Stodołach i Stopnicy. Na cmentarzu w Iwaniskach pochowanych zostało około 4000 poległych żołnierzy. 
W Opatowie pochowani zostali żołnierze z 6 armii 1 Frontu Ukraińskiego, których zginęło około 6000 w walkach w rejonie Opatowa. Spoczywają w 32 zbiorowych mogiłach. W Sandomierzu pochowanych zostało 11 451 żołnierzy Armii Czerwonej, którzy polegli w walkach o zdobycie miasta w lipcu 1944 oraz w różnych innych miejscowościach w okolicach Sandomierza. Spoczywają tu żołnierze z 1, 3 i 4 armii pancernej gwardii oraz 6, 13 i 59 armii 1 Frontu Ukraińskiego. Na cmentarzu znajduje się również mogiła płk. Wasyla Skopenki i obywatela Bułgarii Karlo Szabanskiego.
Na cmentarzu w Stopnicy spoczywa 1892 żołnierzy radzieckich poległych w walkach o Stopnicę oraz poległych w okolicach Łubnic. Z Łubnic ciała poległych na cmentarz w Stopnicy zostały przeniesione w 1946. Cmentarz w Stopnicy ma kształt prostokąta, z dwoma krzyżującymi się alejkami. Pośrodku stoi obelisk z piaskowca z usuniętą z niego gwiazdą czerwoną oraz ze zmodyfikowanym napisem informacyjnym (zdjęcie widoczne po prawej stronie).

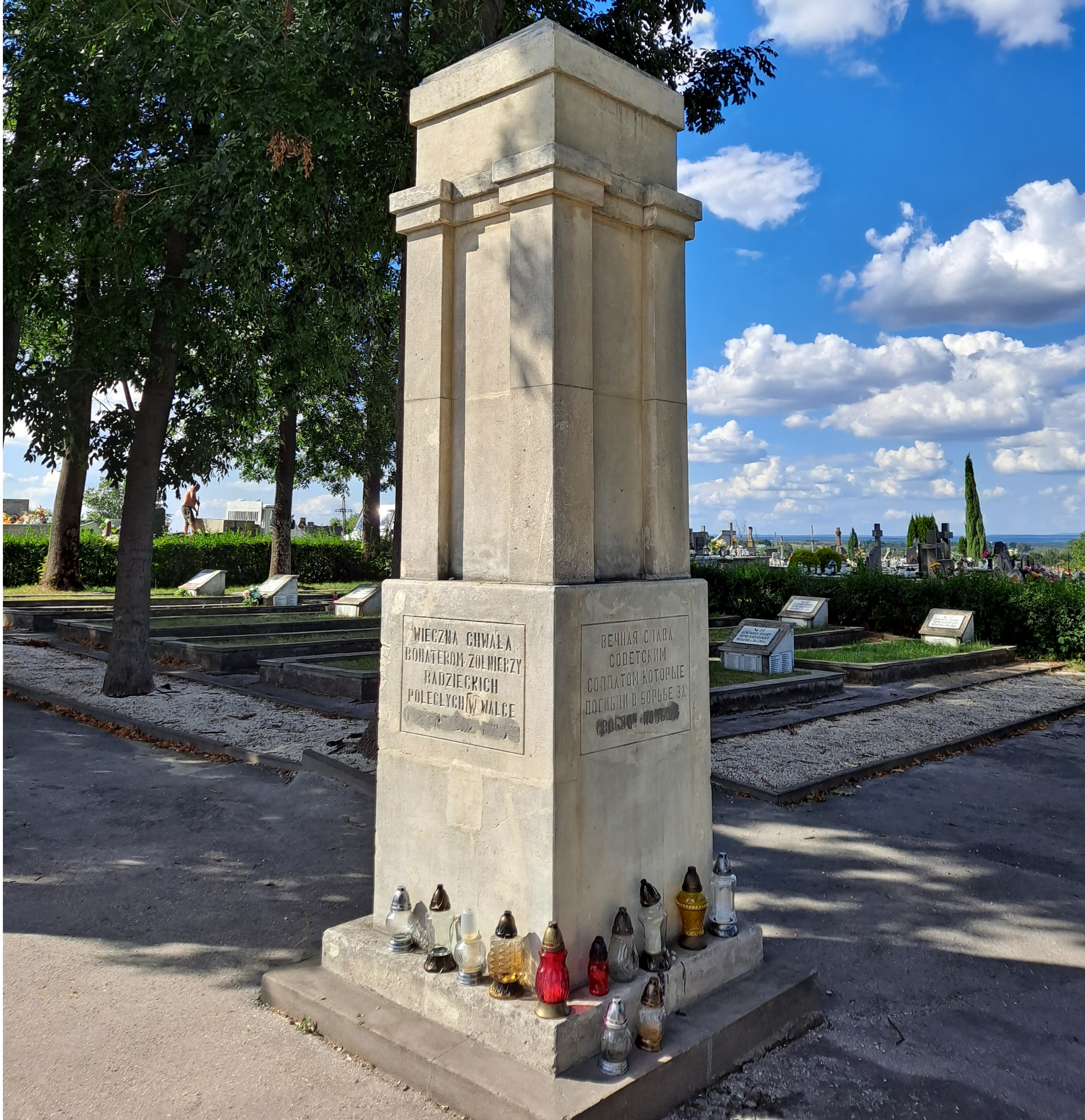
Obelisk na cmentarzu w Stopnicy - z obelisku usunięta została czerwona gwiazda oraz część napisu (widoczne na zdjęciu) - dekomunizacja w Polsce. Cmentarz żołnierzy armii radzieckiej poległych w walkach na przyczółku w czasie operacji lwowsko-sandomierskiej i ofensywy zimowej.